# Parti de la prohibition
Le Parti de la prohibition (en anglais : Prohibition Party) est un parti politique américain fondé en 1869 favorable à la prohibition des boissons alcoolisées et partie prenante du mouvement de tempérance.
Même s'il n'a jamais été l'un des principaux partis aux États-Unis, il était autrefois une force importante du système de tiers partis à la fin du XIXe siècle et au début du XXe siècle. Il a connu son heure de gloire avec l'adoption du 18e amendement à la Constitution des États-Unis en 1919 qui interdisait la production, la vente, le transport, l'importation et l'exportation d'alcool. Il a considérablement reculé après l'abrogation de la prohibition en 1933 par le 21e amendement. Après la Seconde Guerre mondiale, il a décliné, 1948 étant la dernière fois que son candidat à la présidence a reçu plus de 100 000 voix et 1976 étant la dernière fois que le parti a reçu plus de 10 000 voix.
Tout au long du XIXe siècle, ses programmes ont soutenu des positions progressistes et populistes, notamment le droit de vote des femmes, l’égalité des droits raciaux et de genre, le bimétallisme, l’égalité salariale et un impôt sur le revenu.

## Résultats électoraux
| Année | Candidats                           | Candidats                             | Voix    | %    |
| Année | Présidence                          | Vice-présidence                       | Voix    | %    |
| ----- | ----------------------------------- | ------------------------------------- | ------- | ---- |
| 1872  | James Black (Pennsylvanie)          | John Russell (Michigan)               | 2 100   | 0,10 |
| 1876  | Green Clay Smith (Kentucky)         | Gideon T. Stewart (Ohio)              | 6 743   | 0,08 |
| 1880  | Neal Dow (Maine)                    | Henry Adams Thompson (Ohio)           | 9 674   | 0,11 |
| 1884  | John P. St. John (Kansas)           | William Daniel (Maryland)             | 147 520 | 1,50 |
| 1888  | Clinton B. Fisk (New Jersey)        | John A. Brooks (Missouri)             | 249 813 | 2,20 |
| 1892  | John Bidwell (Californie)           | James B. Cranfill (Texas)             | 270 770 | 2,24 |
| 1896  | Joshua Levering (Maryland)          | Hale Johnson (Illinois)               | 125 072 | 0,94 |
| 1896  | Charles Eugene Bentley (Nebraska)   | James H. Southgate (Caroline du Nord) | 19 363  | 0,10 |
| 1900  | John G. Woolley (Illinois)          | Henry B. Metcalf (Rhode Island)       | 209 004 | 1,51 |
| 1904  | Silas C. Swallow (Pennsylvanie)     | George W. Carroll (Texas)             | 258 596 | 1,92 |
| 1908  | Eugene W. Chafin (Illinois)         | Aaron S. Watkins (Ohio)               | 252 821 | 1,71 |
| 1912  | Eugene W. Chafin (Illinois)         | Aaron S. Watkins (Ohio)               | 207 972 | 1,38 |
| 1916  | J. Frank Hanly (Indiana)            | Rev. Dr Ira Landrith (Tennessee)      | 221 030 | 1,19 |
| 1920  | Aaron S. Watkins (Ohio)             | D. Leigh Colvin (New York)            | 188 685 | 0,78 |
| 1924  | Herman P. Faris (Missouri)          | Marie C. Brehm (Californie)           | 54 833  | 0,19 |
| 1928  | William F. Varney (New York)        | James A. Edgerton (Virginie)          | 20 095  | 0,05 |
| 1928  | Herbert Hoover (Californie)         | Charles Curtis (Kansas)               | 14 394  |      |
| 1932  | William D. Upshaw (Géorgie)         | Frank S. Regan (Illinois)             | 81 916  | 0,21 |
| 1936  | D. Leigh Colvin (New York)          | Claude A. Watson (Californie)         | 37 667  | 0,08 |
| 1940  | Roger W. Babson (Massachusetts)     | Edgar V. Moorman (Illinois)           | 58 743  | 0,12 |
| 1944  | Claude A. Watson (Californie)       | Andrew N. Johnson (Kentucky)          | 74 735  | 0,16 |
| 1948  | Claude A. Watson (Californie)       | Dale H. Learn (Pennsylvanie)          | 103 489 | 0,21 |
| 1952  | Stuart Hamblen (Californie)         | Enoch A. Holtwick (Illinois)          | 73 413  | 0,12 |
| 1956  | Enoch A. Holtwick (Illinois)        | Herbert C. Holdridge (Californie)     | 41 937  | 0,07 |
| 1960  | Rutherford Decker (Missouri)        | E. Harold Munn (Michigan)             | 46 193  | 0,07 |
| 1964  | E. Harold Munn (Michigan)           | Mark R. Shaw (Massachusetts)          | 23 266  | 0,03 |
| 1968  | E. Harold Munn (Michigan)           | Rolland E. Fisher (Kansas)            | 14 915  | 0,02 |
| 1972  | E. Harold Munn (Michigan)           | Marshall E. Uncapher (Kansas)         | 12 818  | 0,02 |
| 1976  | Benjamin C. Bubar (Maine)           | Earl F. Dodge (Colorado)              | 15 934  | 0,02 |
| 1980  | Benjamin C. Bubar (Maine)           | Earl F. Dodge (Colorado)              | 7 212   | 0,01 |
| 1984  | Earl Dodge (Colorado)               | Warren C. Martin (Kansas)             | 4 242   | 0,00 |
| 1988  | Earl Dodge (Colorado)               | George Ormsby (Pennsylvanie)          | 8 002   | 0,01 |
| 1992  | Earl Dodge (Colorado)               | George Ormsby (Pennsylvanie)          | 935     | 0,00 |
| 1996  | Earl Dodge (Colorado)               | Rachel Bubar Kelly (Maine)            | 1 298   | 0,00 |
| 2000  | Earl Dodge (Colorado)               | W. Dean Watkins (Arizona)             | 208     | 0,00 |
| 2004  | Gene Amondson (Washington)          | Leroy Pletten (Michigan)              | 1 944   | 0,00 |
| 2004  | Earl Dodge (Colorado)               | Howard Lydick (Texas)                 | 140     | 0,00 |
| 2008  | Gene Amondson (Washington)          | Leroy Pletten (Michigan)              | 643     | 0,00 |
| 2012  | Jack Fellure (Virginie-Occidentale) | Toby Davis (Mississippi)              | 518     | 0,00 |
| 2016  | James Hedges (Pennsylvanie)         | Bill Bayes (Mississippi)              | 5 617   | 0,00 |
| 2020  | Phil Collins (Nevada)               | Billy Joe Parker (Géorgie)            | 4 834   | 0,00 |
| 2024  | Michael Wood (Californie)           | John Pietrowski (Ohio)                | 1 144   | 0,00 |